# Anolis wellbornae
Espèce
Synonymes
- Anolis ustus wellbornae Ahl, 1940
- Norops wellbornae (Ahl, 1940)

Anolis wellbornae est une espèce de sauriens de la famille des Dactyloidae. 

## Répartition
Cette espèce se rencontre jusqu'à 1 050 m d'altitude au Guatemala, dans le Sud du Honduras, au Salvador et dans le Nord-Ouest du Nicaragua.

## Publication originale
- Ahl, 1940 : Über eine Sammlung von Reptilien aus El Salvador. Sitzungsberichte der Gesellschaft Naturforschender Freunde zu Berlin, vol. 1940, p. 245-248.